# Campionati europei di atletica leggera 1978 - Lancio del giavellotto femminile
La gara del lancio del giavellotto femminile si è tenuta il 31 agosto (qualificazioni) ed il 1º settembre (finale).

## Risultati

### Qualificazioni
| Pos | Name                 | Nazione          | Misura | Note |
| --- | -------------------- | ---------------- | ------ | ---- |
| 1   | Nina Nikanorova      | Unione Sovietica | 63.18  | Q    |
| 2   | Ruth Fuchs           | Germania Est     | 60.36  | Q    |
| 3   | Éva Ráduly-Zörgő     | Romania          | 59.84  | Q    |
| 4   | Jadvyga Putinienė    | Unione Sovietica | 59.84  | Q    |
| 5   | Ingrid Thyssen       | Germania Ovest   | 59.62  | Q    |
| 6   | Ivanka Vancheva      | Bulgaria         | 59.34  | Q    |
| 7   | Tessa Sanderson      | Regno Unito      | 59.04  | Q    |
| 8   | Ute Richter          | Germania Est     | 59.00  | Q    |
| 9   | Eva Helmschmidt      | Germania Ovest   | 58.74  | Q    |
| 10  | Bernadetta Blechacz  | Polonia          | 58.38  | Q    |
| 11  | Elena Burgárová      | Cecoslovacchia   | 57.40  | Q    |
| 12  | Ute Hommola          | Germania Est     | 57.18  | Q    |
| 13  | Sofia Sakorafa       | Grecia           | 56.76  |      |
| 14  | Tsvetanka Mikhailova | Bulgaria         | 54.72  |      |
| 15  | Giuliana Amici       | Italia           | 52.66  |      |
| 16  | Lidia Berkhout       | Paesi Bassi      | 52.14  |      |

### Finale
| Pos | Nome                | Nazione          | Misura | Note |
| --- | ------------------- | ---------------- | ------ | ---- |
| 1   | Ruth Fuchs          | Germania Est     | 69.16  | AR   |
| 2   | Tessa Sanderson     | Regno Unito      | 62.40  |      |
| 3   | Ute Hommola         | Germania Est     | 62.32  |      |
| 4   | Ute Richter         | Germania Est     | 62.04  |      |
| 5   | Éva Ráduly-Zörgő    | Romania          | 61.14  |      |
| 6   | Eva Helmschmidt     | Germania Ovest   | 60.96  |      |
| 7   | Ingrid Thyssen      | Germania Ovest   | 60.18  |      |
| 8   | Bernadetta Blechacz | Polonia          | 60.14  |      |
| 9   | Nina Nikanorova     | Unione Sovietica | 57.50  |      |
| 10  | Jadvyga Putinienė   | Unione Sovietica | 57.28  |      |
| 11  | Elena Burgárová     | Cecoslovacchia   | 57.22  |      |
| 12  | Ivanka Vancheva     | Bulgaria         | 53.10  |      |